# Konardihi
Konardihi là một thị trấn thống kê (census town) của quận Barddhaman thuộc bang Tây Bengal, Ấn Độ.

## Nhân khẩu
Theo điều tra dân số năm 2001 của Ấn Độ, Konardihi có dân số 8248 người. Phái nam chiếm 57% tổng số dân và phái nữ chiếm 43%. Konardihi có tỷ lệ 61% biết đọc biết viết, cao hơn tỷ lệ trung bình toàn quốc là 59,5%: tỷ lệ cho phái nam là 68%, và tỷ lệ cho phái nữ là 50%. Tại Konardihi, 11% dân số nhỏ hơn 6 tuổi.